# 薩拉塔 (別爾哥羅德-德涅斯特羅夫斯基區)

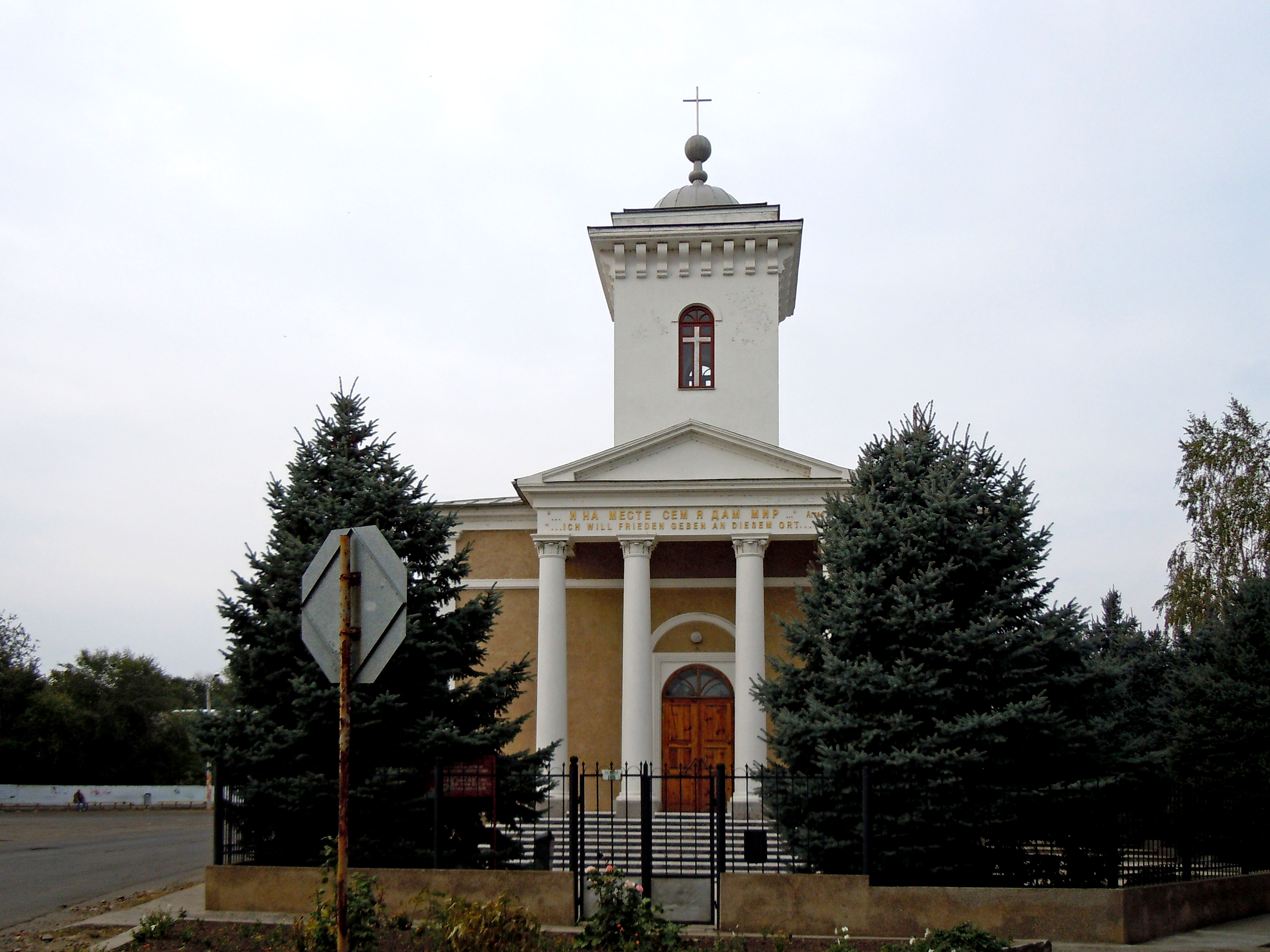

薩拉塔，是烏克蘭西南部敖德薩州别尔哥罗德-德涅斯特罗夫斯基区萨拉塔市镇内的市級鎮及其行政中心。曾是薩拉塔區撤销前的行政中心，2020年乌克兰行政区划改革后划入别尔哥罗德-德涅斯特罗夫斯基区。始建於1822年，面積5.01平方公里，2011年人口4,550，人口密度每平方公里908.2人。